# Dziewanna (szkic Stanisława Masłowskiego)
Dziewanna, studium, o wymiarach 15,5 × 9,7 cm, polskiego malarza Stanisława Masłowskiego (1853–1926) z 1875 roku, znajdujące się (2022) w zbiorach Muzeum Narodowego w Warszawie

## Opis
Akwarela, o wymiarach 15,5 × 9,7 cm, jest to szkic sygnowany u dołu po prawej: „ST.MASŁOWSKI.” przedstawiający zieloną sylwetę kwitnącej żółto dziewanny. Po obu stronach głównego motywu zaznaczono zielonymi liniami łodyżki innych nieokreślonych, sąsiednich roślin.

## Dane uzupełniające
Omawiane studium – młodzieńcze dzieło 22-letniego artysty – jest w twórczości Masłowskiego przykładem wątku dekoracyjnego, w którym dominuje płaskie, dwuwymiarowe traktowanie przedmiotu. Jego początkiem jest bardzo wczesne – już w latach 1870–ych dokumentowanie otaczającej artystę natury. Ujawniła się wtedy indywidualna cecha jego talentu – poczucie dekoracyjności.
Omawiając ten wczesny okres twórczości artysty – jego syn, historyk sztuki, Maciej Masłowski wyodrębnił grupę „inwentaryzatorskich rysunków”, do których zaliczył między innymi rysunki ostu, dziewanny i trzcin (1875) (dwa pierwsze z nich podkolorowane akwarelą). Zwracał uwagę w związku z tym, że: [...] „Zachwyciła tutaj artystę konstrukcja owych arcydzieł natury, zainteresowała go budowa łodyg, liści, kwiatów. Kreska ostra i cienka znaczy ogólny zarys formy w najbardziej esencjonalnych i syntetycznych skrótach, a równocześnie jakże zdobniczych, rytmicznych, prawie ornamentalnych.” Dalej kontynuował swe uwagi następująco: „Panuje tutaj dekoracyjność i linearyzm, chociaż intencje malarza miały, poznawczy charakter. Rysunki te wyprzedzały swoją epokę, a jak dalece były nowoczesne po przeszło ćwierćwieczu, niech świadczy fakt, że 'Oset' (z 1876–1878) występuje wielokrotnie jako winieta w secesyjnym 'Sfinksie' 1909 i 1912 roku”.
Tadeusz Dobrowolski – charakteryzując omawiany okres twórczości malarza – pisał (1960): „Godny podkreślenia wydaje się fakt, ze wspomniane wartości dekoracyjne pojawiły się w malarstwie Masłowskiego już przed 1880 r., a więc grubo przed powstaniem secesji, która tak silnie rozwijała rysunkowe elementy malarstwa[...]”.
Dekoracyjne walory wczesnej twórczości Masłowskiego dostrzegała również Halina Cękalska-Zborowska pisząc, że [...] „Wśród wiejskich motywów, ujętych często w skrótową formę ze skłonnością do podkreślenia jej dekoracyjnych wartości, na specjalne może miejsce wysuwają się motywy roślin i kwiatów, z bodiakami, ostami, które artysta opracowuje wiele razy[...] Maki, ślazy, dziewanny, dmuchawce, trawy, trzciny, ten bardzo interesujący materiał [...] jest wątkiem charakterystycznym dla twórczości tego artysty, dla jego własnych poszukiwań.” W dalszym ciągu konstatowała prekursorski charakter tej twórczości, gdyż – jak to określiła – Masłowski „na wiele lat zanim secesja pojawi się w naszym malarstwie, będzie wrażliwy na wartości linearne, na rytmizowanie dekoracyjne linii, będzie skłonny do ujmowania przedstawianej natury w ornamentacyjne formy.” [...]
Omawiany obraz był reprodukowany w publikacji:
Stanisław Masłowski – Materiały do życiorysu i twórczości, oprac. Maciej Masłowski, Wrocław, 1957, wyd. „Ossolineum” – reprodukcja czarno-biała poza tekstem nr 2 z następującym objaśnieniem: „‘Dziewanna’, rys. akw., ok. 1875 r. Fot. J. Styczyński”.

## Literatura
- Halina Cękalska-Zborowska: Wieś w Malarstwie i rysunku naszych artystów, Warszawa 1969, wyd. Ludowa Spółdzielnia Wydawnicza
- Stanisław Masłowski – Materiały do życiorysu i twórczości, oprac. Maciej Masłowski, Wrocław, 1957, wyd. „Ossolineum”
- Stanisław Masłowski Akwarele 12 reprodukcji barwnych, wstęp opracował i dokonał wyboru materiału ilustracyjnego Maciej Masłowski, Wydawnictwo Sztuka, Warszawa 1956
- Tadeusz Dobrowolski: Nowoczesne malarstwo polskie, t. 2, Wrocław-Kraków, 1960, wyd. „Ossolineum”
- Polski Słownik Biograficzny, Wrocław – Warszawa – Kraków – Gdańsk, 1975, wyd. „Ossolineum”, tom XX/1, zesz. 84
- Sfinks, 1909, nr 8
- Ludwik Grajewski: Bibliografia ilustracji w czasopismach polskich XIX i pocz. XX w (do 1918 r.), Warszawa 1972, PWN